# Melanagromyza aprilis
Melanagromyza aprilis este o specie de muște din genul Melanagromyza, familia Agromyzidae, descrisă de Spencer în anul 1959.
Este endemică în Congo. Conform Catalogue of Life specia Melanagromyza aprilis nu are subspecii cunoscute.